# 米国国際教育研究所
米国国際教育研究所 (IIE: Institute of International Education) は交換留学制度と留学生の援助、外交および国際平和と安全に焦点を当てた組織で、アメリカで501(c)団体の承認を受けた非営利活動法人である。ノーベル賞受賞者ほかの提唱により設立され、さまざまな分野の学生、教育者、専門家を対象にした学究と研修に関わる事業を創設してきた。組織の使命として「学術研究の推進と経済安定、機会獲得の促進により、より平和で平等な社会を築くこと」を掲げる。

## 沿革
この団体は1919年、第一次世界大戦の不況下に設立され、ノーベル平和賞 受賞者ニコラス・バトラーコロンビア大学学長およびエリフ・ルート前国務長官とスティーブン・デューガン・シニア（英語）ニューヨーク市立大学政治科学部教授 (IIE 初代所長)が提唱者として名を連ねた。
設立の趣旨は教育交換による国際的な理解の促進である。デューガン所長は合衆国政府に働きかけ、第一次世界大戦を受けて1921年アメリカ移民法（英語）が規定した入国クオータ制限規定の免除措置として、非移民の学生入国査証を制定させる。1930年代には対欧州の活動から範囲を広げ、ソ連およびラテンアメリカ諸国と教育交流を開始する。やがて第二次世界大戦の終結を受け、現在の NAFSA国際教育者協会 （英語）ならびに 国際教育交換協議会 (CIEE) の前身を創設した。
1940年代に IIE が援助したアメリカ人学生は 4千人超で、第二次世界大戦の戦禍で荒廃した欧州の大学機関で勉学を行い、あるいは再建に貢献している。アメリカ国内への留学生受入数は、1950年代にはおおむね倍増した。そこでこの研究所は合衆国内各地に下部組織を置き、そのネットワークで増え続ける外国人学生の対応を始める。また外国人留学生の受け入れを統計化し、「オープンドア」と名づけて公表を始めた。1960年代に入ると在外機関をアジア、アフリカとラテンアメリカに開設する。
学生ではなく社会人を対象にした事業については大統領府ならびに広報文化交流局 (USIA) と連携して、1979年に故ハーバート・ハンフリーを記念する「ハーバート・ハンフリー南北奨学制度」(現在はフルブライト・プログラム配下) を創設、発展途上国や東欧ならびに中央ヨーロッパを対象地域として、公共サービス分野の中堅官僚限定でアメリカ留学に招き、1年間、学術研究と実務研修を受けさせるという画期的なシステムが始まる。1980年には研究所のニューヨーク本部に国際教育情報センター International Education Information Center を設け、また1990年代にはブダペストおよびハノイの事業所開設が実現した。
グッドマン所長は2008年、研究所初のアメリカ高等教育使節団を結成、合衆国の7大学・カレッジの代表11名を率いて東南アジア諸国を訪れ、タイとベトナムおよびインドネシアの機関との連携強化と拡充を目指した。これを端緒に高等教育使節団はブラジル、中国、インド、インドネシア、ミャンマー、ロシアを歴訪し、合衆国との教育連携を拡大している。
下部組織としては IIE Centers of Excellence を、また緊急時学生支援基金 (ESF：Emergency Student Fund) を2010年代に設立。2011年にはイラクで高等教育推進をめぐる主要な利害関係者を集めた会議を開き、協議と機会開発の場が回を重ねてきた。
あるいはまた2012年にはブラジル政府の科学者留学事業 (Scientific Mobility Program) を受託、ブラジル国籍で科学・テクノロジー・技術・数学分野 (STEM) を専攻する学部生を対象に奨学金プログラムを運営する。第1回国際教育サミットは2012年にG8に合わせて首都ワシントンD.C.で開かれ、15の国ならびにEUの代表を招いてそれぞれの国の優先課題ならびに教育の国家間協力を協議した。

## IIE の国際ネットワーク
研究所は世界にネットワークを広げ、事業所と提携先の総数18カ所に職員600人超を雇用し、また高等教育の提携機関は世界各国に1,600拠点である。
それぞれの事業所は設置国内の大学やカレッジ、NGOと連携し、地域事業の管理運営と平行しつつ、資金提供者の目標達成を図っている。以下に合衆国内に置くニューヨーク本部のほか、ワシントンD.C.以下の各地の事務所と、海外事務所および提携機関をまとめた。
南北アメリカ
シカゴ
デンバー
ヒューストン
メキシコシティ
ニューヨーク
サンフランシスコ
ワシントンD.C.
ヨーロッパ
ブダペスト
キエフ
モスクワ
中東、アフリカ北部
カイロ
サハラ南部 (アフリカ)
アディスアベバ
南アジア、中央アジア
ニューデリー
東アジア、太平洋州
バンコク
北京市
ディリ
ハノイ
香港
ジャカルタ (提携先事務所)
IIE では各地域に合計 14 の地域教育助言調整役 (REAC = Regional Educational Advising Coordinators) を置き、 アメリカ合衆国国務省の進めるアメリカ教育プログラム (EducationUSA) （英語）の現地職員に研修と情報源と貢献サービスを提供する。その所在地は世界に広がり、リマ、メキシコシティ、 リオデジャネイロ、ブダペスト、キエフ、ブラチスラヴァ、アンマン、アクラ、 ヨハネスブルグ、ラホール、 デリー、北京、東京およびクアラルンプールにわたる。

## 現行のプログラムとサービス
団体 (IIE) が主催するプログラムは年間合計 200件超あり、185カ国出身の2万7,000人が参加する。プログラムの重点課題には次を含む。学術研究資金と奨学金の管理 (Fellowship and Scholarship Management) 、高等教育機関の開発、緊急時の学生ならびに研究者支援、リーダー養成、国際開発。プログラムの実施現場はアメリカ国内外にわたる。

### 緊急時対応高等教育フォーラム
緊急時学生支援基金 (ESF) のイニシアチブは2017年に高等教育機関と教育の緊急時対応を考えるプラットフォーム PEER (Platform for Education in Emergencies Response) を立ち上げ、2019年4月4日にそのイニシアチブに賛同する外部機関を集めて第1回フォーラムを開く。
登壇者にはベルリンで難民を対象にインターネットと面談授業で学習機会を設ける教育支援の非営利団体として、社会的・文化的背景をすくいとる体制作りにより受講者の大学進学に結ぶキーロン高等教育が含まれた。また同じく高等教育に携わり、トルコで暮らすシリア人奨学生を東京 (国際基督教大学) で受け入れるJICUFは難民の受入国と奨学生の留学先のネットワーク作りの実績を示した。国を逃れた人々が中断を余儀なくされる「学習をつなぐ」国連難民高等弁務官事務所から国連の取り組みが紹介された。3団体により、PEER の趣旨にある3つの課題から難民と避難民に高等教育の機会を開くこと、教育専門家のネットワークと協力体制の整備、高等教育が緊急時対応で重要と認める意識を広めることが概観された。またジョージ・ラップ元国際救済委員会 (International Rescue Committee) 代表を座談に迎えたグッドマン所長、フォーラムはジョージ・セクストン (英語版) 元ニューヨーク大学学長のあいさつで閉会した。

## 研究、出版活動
IIE は国境を越えた学生の移動をテーマに、応用研究ならびに政策分析を行う。研究と事業評価を介して IIE は国際教育ならびに海外の学習機会を題材に助言と相談を提供している。報告書、政策研究書を出版する活動により、学生や助言者、国内外の行政府の外交機関、非政府組織や財団を対象に情報源となっている。研究事業には「オープンドア」(Open doors)、 「プロジェクト・アトラス」(Project Atlas) ならびに「世界教育研究報告書」(Global Education Research Reports) などがある。

## 年間予算
2016年の年間予算は5億9,222万7,753アメリカドルである。

## 組織統治
IIE の組織統治は理事会が執り行い、助言委員会や諮問機関および幹部職員から情報の提供を受ける。現在の所長兼最高経営責任者はアラン・E・グッドマンである。

## 評価
2017年の非営利団体評価組織 Charity Navigator により、89.86ポイントを評価された。